# Christopher Bwalya Yaluma
Christopher Bwalya Yaluma (* 31. Mai 1952) ist ein sambischer Politiker der Patriotic Front (PF).

## Leben
Yaluma absolvierte ein Studium der Elektrotechnik, das er mit einem Bachelor of Science (B.Sc. Electrical Engineering) abschloss, und war danach als Elektroingenieur tätig. Er wurde bei den Wahlen 2011 als Kandidat der Patriotic Front (PF) erstmals zum Mitglied der Nationalversammlung Sambias gewählt sowie bei der Wahl am 11. August 2016 wiedergewählt und vertritt den Wahlkreis Malole.
Im Juli 2012 wurde er von Präsident Michael Sata zum Minister für Transport, öffentliche Arbeiten, Versorgung und Kommunikation in dessen Kabinett berufen. Im Mai 2013 wurde er im Zuge einer Regierungsumbildung zum Minister für Bergbau, Energie und Wasserentwicklung ernannt. Nach dem Tode Satas am 28. Oktober 2014 behielt er dieses Ministeramt auch im Kabinett von dessen kommissarischen Nachfolger Guy Scott sowie im Kabinett von Edgar Lungu, der am 25. Januar 2015 das Amt des Präsidenten übernahm. Bei einer weiteren Kabinettsumbildung übernahm er das daraus hervorgegangene und umgestaltete Amt als Minister für Bergbau und mineralische Entwicklung, während der Posten als Energieminister ein eigenständiges Ressort wurde.